# Texpuyo
Texpuyo är en ort i Mexiko.   Den ligger i kommunen Huehuetán och delstaten Chiapas, i den sydöstra delen av landet, 900 km sydost om huvudstaden Mexico City. Texpuyo ligger 41 meter över havet och antalet invånare är 340.
Terrängen runt Texpuyo är platt åt sydväst, men åt nordost är den kuperad. Runt Texpuyo är det tätbefolkat, med 319 invånare per kvadratkilometer. Närmaste större samhälle är Tapachula, 18,6 km sydost om Texpuyo. Omgivningarna runt Texpuyo är en mosaik av jordbruksmark och naturlig växtlighet.